# Add Violence
Add Violence — шестой мини-альбом (EP) и одиннадцатый крупный релиз американской индастриал-рок-группы Nine Inch Nails, выпущенный лейблами The Null Corporation и Capitol Records 19 июля 2017 года. Альбом является вторым в трилогии релизов, следующих за EP Not the Actual Events (2016) и предшествующих девятому студийному альбому группы Bad Witch (2018). Его продюсерами стали Трент Резнор и Аттикус Росс.
EP сосредоточен на звуковых ландшафтах и текстурах наряду с их традиционными элементами, аналогичными тому, что было в The Fragile (1999), что привело к более длинным композициям. Релиз альбома был раскручен двумя синглами: «Less Than» и «This Isn’t the Place», а также сопровождающими их музыкальными клипами. Add Violence получил положительный отклик от критиков и достиг 17-го места в чартах США.

## Темы и композиция
В интервью Зейну Лоу Резнор сказал:
Когда мы работали над Not the Actual Events, мы действительно были соблазнены его жестокостью. Это своего рода выбрасывание Hesitation Marks в окно и отсутствие страха исследовать подходы, которые мы использовали в прошлом, с ощущением, знаете ли, удара в лицо. И я думаю, что длина EP из пяти песен была подходящей для этого, понимаете? И повторять это уже не так интересно. Как будто мы это уже делали. И теперь, когда мы расширяем лирическую точку зрения этой трилогии из трех песен, музыка, которая была интересна нам на этот раз, нас несколько удивила. И «Less Than» не совсем отражает то, куда идет остальная часть  EP. Так что этот сборник из пяти песен напоминает братьев.

## Список композиций
Слова и музыка всех песен — написаны Трентом Резнором и Аттикусом Россом.
| №                   | Название               | Длительность |
| ------------------- | ---------------------- | ------------ |
| 1.                  | «Less Than»            | 3:30         |
| 2.                  | «The Lovers»           | 4:10         |
| 3.                  | «This Isn't the Place» | 4:44         |
| 4.                  | «Not Anymore»          | 3:07         |
| 5.                  | «The Background World» | 11:44        |
| Общая длительность: | Общая длительность:    | 27:13        |